# Rod Stewart
Sir Roderick David (Rod) Stewart (Highgate (Londen), 10 januari 1945) is een Britse rockzanger bekend om zijn kenmerkende rauwe stem. Hij wordt de "song and dance man" genoemd vanwege zijn podiumpersoonlijkheid. Er zijn ruim 250 miljoen platen van hem verkocht.
Rod Stewart is CBE, een onderscheiding die hij eind 2006 (New Year's Honours) kreeg uitgereikt vanwege zijn artistieke verdiensten. Hij is ook opgenomen in de Rock and Roll Hall of Fame, als solist en (in 2012) als lid van zijn voormalige band Faces.

## Biografie
Op jonge leeftijd wilde Stewart voetballer worden en speelde hij enige tijd bij Brentford FC.
Hij werkte onder meer als grafdelver, afrasteringenbouwer en bezorger. Begin jaren zestig begon zijn carrière in de muziek toen hij zich als straatmuzikant aansloot bij folkzanger Wizz Jones. Dit gezelschap reisde door Europa tot ze in Spanje gearresteerd werden wegens landloperij en omdat de paspoorten van de leden verlopen waren. De muzikanten werden Spanje uitgezet en teruggestuurd naar Engeland.
Op het station van Twickenham werd hij ontdekt door Long John Baldry. Vanaf 1964 trad hij veel op met Shotgun Express, Steampacket, Long John Baldry, Julie Driscoll en Alexis Korner. Hij zou – volgens geruchten – in 1964 mondharmonica gespeeld hebben in het liedje "My Boy Lollipop" van de Jamaicaanse skazangeres Millie Small, maar in werkelijkheid was het Pete Hogman die hiervoor het harmonicaspel verzorgde. Hij bleef relatief onbekend totdat hij zich in 1967 aansloot bij de Jeff Beck Group met virtuoos gitaarspeler Jeff Beck, bassist Ron Wood en drummers Aynsley Dunbar en Micky Waller.

### Faces

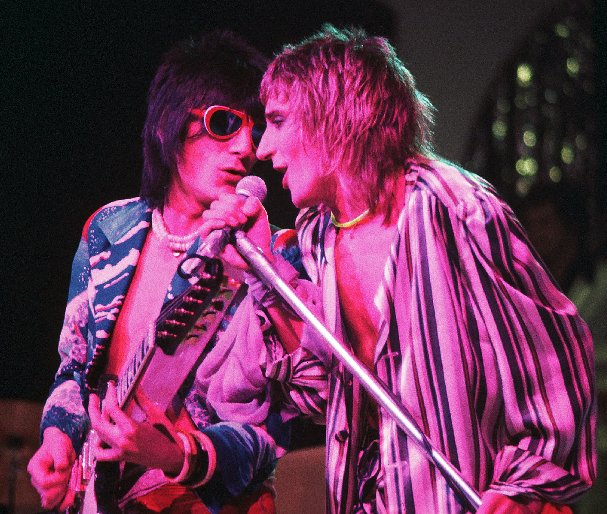
Stewart (rechts) en Ron Wood tijdens een optreden van Faces in 1975.

In 1969 verliet hij de Jeff Beck Group om samen met Ron Wood over te stappen naar Faces. Hij bracht in datzelfde jaar nog een soloalbum uit, An Old Raincoat Won't Ever Let You Down en met Faces het album First Step. In 1970 verscheen zijn tweede soloalbum Gasoline Alley en met Faces Long Player.
Every Picture Tells a Story uit 1971 betekende de doorbraak voor Rod Stewart en vanaf dat moment genoot hij internationale bekendheid. Toen Maggie May vaak op de radio werd gedraaid kreeg hij met het album en de single gelijktijdig een nummer 1 in de Verenigde Staten en in Groot-Brittannië, iets wat in de geschiedenis van de populaire muziek nooit eerder was voorgekomen en sindsdien door niemand is geëvenaard. Het album Every Picture Tells A Story is opgenomen in de befaamde Rock & Roll Hall of Fame en bekleedt daar de zeventiende plaats in de top 500 van albums die de meeste invloed en verandering hebben teweeggebracht in de twintigste eeuw.
A Nod Is As Good As a Wink... to a Blind Horse, ook al uit 1971, bracht Faces in deze tijd hun enige top 10-hit in de VS met het nummer Stay with Me. In 1972 verscheen Never a Dull Moment, Stewarts vierde soloalbum. Samen met Faces bracht hij ook nog eens Ooh La La uit, waarop enkele nummers van de hand van Ronnie Lane. Sing It Again, het verzamelalbum uit 1973, had onvoldoende ruimte om alle hits van de vier eerste soloalbums te herbergen. Faces bracht dat jaar ook een verzamelaar uit, Snakes and Ladders, waarop hun laatste nummer 1-hit in het Verenigd Koninkrijk, Pool Hall Richard. Echter waren ze toch de populairste liveband in het Verenigd Koninkrijk, tot ze in 1974 uit elkaar gingen. Cindy Incidentally en Pool Hall Richard stonden er weken op de eerste plaats. In 1974 bracht Faces ook nog Coast to Coast: Overture and Beginners uit, een livealbum.

### Succesrijke soloperiode
1974 betekende voor Stewart ook zijn laatste soloalbum voor Mercury Records. Het uit Smiler gesponnen lied Farewell was niet toevallig, omdat Rod de grote stap over de Atlantische Oceaan reeds plande en de creatiefste periode uit zijn leven afsloot om te beginnen aan zijn "lucratiefste". Het grote geld ging van pas komen. In 1975 werd het verzamelalbum van Faces, Snakes and Ladders, heruitgebracht in het zog van het succes van Atlantic Crossing, het eerste soloalbum bij Warner Bros/Atlantic.
De albums An Old Raincoat, Gasoline Alley, Never A Dull Moment, Smiler, A Nod's As Good As A Wink To A Blind Horse en Ooh La La kunnen volgens Rolling Stone Magazine gezien worden als belangrijke rockalbums. Na de periode waarin Rod Stewart op zijn populairst was volgde, volgens de muziekpers wereldwijd, niet zijn creatiefste. Hij had intussen onderdak gevonden bij Warner Bros, Atlantic. Zijn contract hield in dat alle rechten op zijn songs totaal in eigen handen bleven. Warner streek enkel procenten op voor de verkoop van platen en niet voor auteursrechten, waardoor Warner zich  dubbel zo hard inspande voor de promotie van zijn platen. Sailing uit Atlantic Crossing (1975), en Tonight's the Night uit A Night on the Town, dat in 1976 zestien weken op nummer 1 stond in de Amerikaanse Billboard. Uit Footloose And Fancy Free (1977) stamt de rocker Hot Legs.
Aan het eind van 1978 had hij uit het album Blonds Have More Fun nog een hit met het nummer Do Ya Think I'm Sexy?, vermoedelijk het meest verguisde nummer uit zijn carrière, dat een nummer 1-hit werd over de hele wereld. Het bracht Stewart echter financieel niets op, want alle rechten werden geschonken aan het kinderfonds van Unicef.

### Jaren tachtig
1980 bracht nog het album Foolish Behaviour, 1981 Tonight I'm Your's en 1982 het dubbele livealbum Absolutely Live, waarop hij Tina Turner opnieuw aan het grote publiek voorstelde. Het optreden in de L.A. Forum bezorgde Tina Turner de start van haar comeback en bevestigde Rod Stewart als een van de grootste rockperformers aller tijden. Uit de jaren tachtig dateren nog de albums Body Wishes, 1983, Camouflage, 1985, en Every Beat of My Heart, 1986, Out of Order, 1988, waarin hij helemaal terug was met de hit Infatuation. 1989 bracht het vierdelige verzamelalbum Storyteller.

### Jaren negentig
Daarna nam zijn productiviteit wat af en stond hij meer bekend als rockster dan om zijn muzikale talent. Uit die periode kwamen twee rocksongs, Hot Legs en Foolish Behaviour, en I Was Only Joking, een zelfreflectie met de nodige humor en emotie.
In 1993 nam hij samen met Sting en Bryan Adams de hit All for Love op voor de film The Three Musketeers. Dit werd door sommige fans als een groter dieptepunt dan Do Ya Think I'm Sexy in zijn carrière gezien.
Rod Stewart gaf in 1994 een gratis concert op het strand van Copacabana, dat meer dan 3,5 miljoen bezoekers trok. Dit werd vermeld in het Guinness Book of Records als het grootste gratis concert ooit. Er moet bij worden vermeld dat het ook Oudejaarsavond was en alle mensen die op het strand aanwezig waren en feestvierden werden meegeteld.

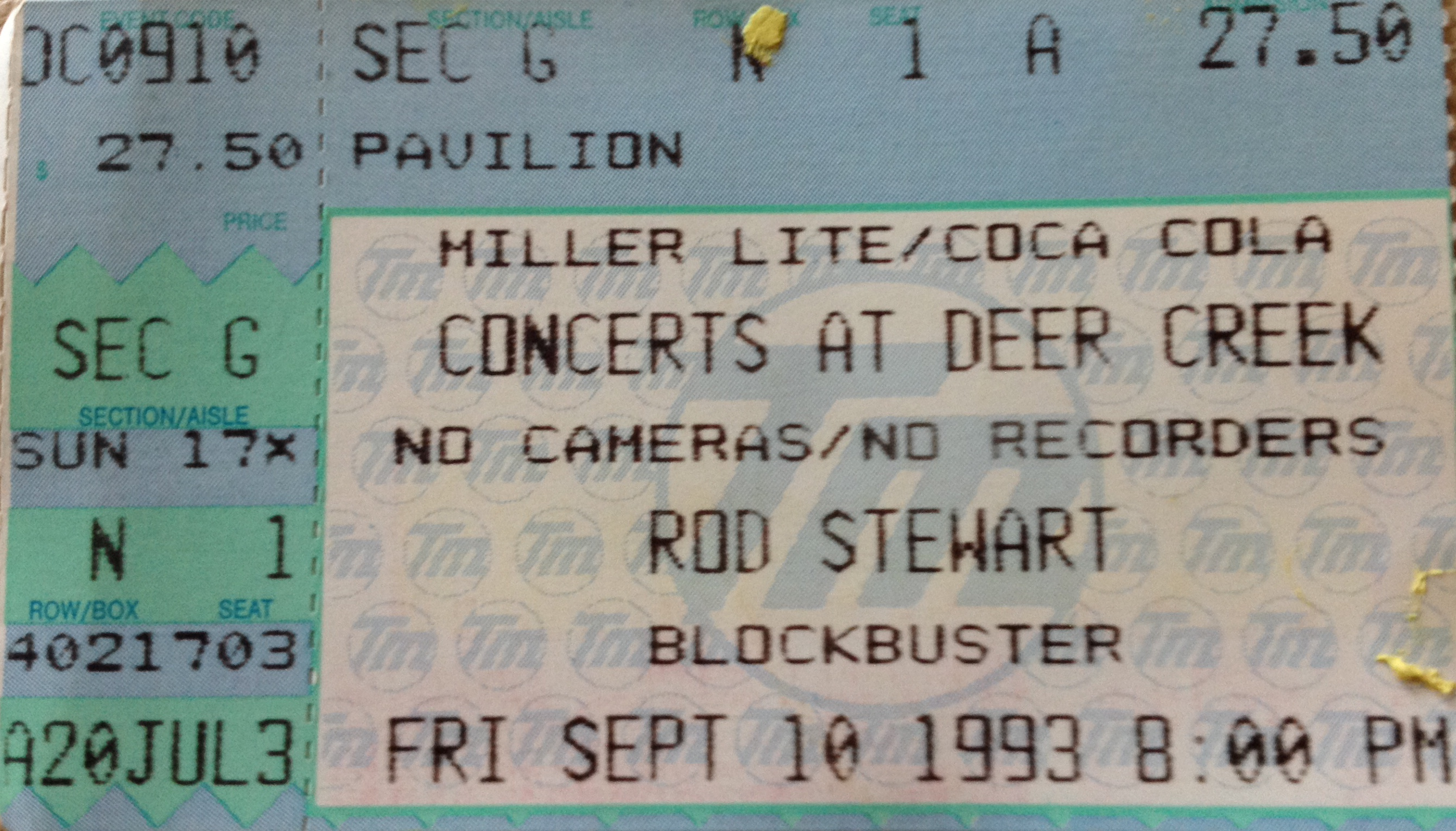
Rod Stewart concertticket, 1993

Unplugged And Seated bewees in 1995 nogmaals het livetalent van Rod Stewart, die een eerlijke traan niet schuwde als hij de cover van Van Morrison, Have I Told You Lately aan zijn toenmalige echtgenote Rachel Hunter opdroeg.

### Jaren 2000
In 2002 keerde Rod terug in de top van de albumlijsten met It Had To Be You, een verzameling van oude klassiekers van Cole Porter tot Nat King Cole uit de jaren twintig en dertig. De verkoop staat op 4.200.000 exemplaren, wat een unicum is in de jaren van downloaden. Eind 2003 keerde hij terug met het album As Time Goes By waarmee hij de tweede plaats bezette in de Amerikaanse en de Canadese en de eerste in de Australische albumhitlijst in november 2003.
2004 luidde voor Rod Stewart financieel het succesvolste jaar in zijn carrière in. Hij ging op tournee in de Verenigde Staten en Canada met een volledig uitverkochte stadiontournee die liep van januari tot augustus, getiteld From Maggie May to the Great American Songbook. De show bestond uit twee delen: een eerste deel van goed anderhalf uur rock en afsluitend een half uur Amerikaanse klassiekers. Rod kreeg voor iedere avond, gemiddeld 22 avonden per maand en dit voor acht maanden, een miljoen Amerikaanse dollar binnen.
Na de tour ging Stewart samen met Ronnie Wood de studio in voor de afwerking van hun album You'll Strut, I'll Sing.
19 oktober 2004 verscheen de derde en laatste in de serie Great American Songbooks, genaamd Stardust, die meteen doorstootte naar de nummer 1-positie in de Amerikaanse albumcharts. Gasten zijn onder andere Eric Clapton, Stevie Wonder en Dolly Parton. Ter aanvulling: er zijn nog twee Songbookalbums, een Greatest Rock Songs en een Soulbookalbum verschenen. In 2011 tekent Stewart bij UMG Universal Music Group om opnieuw een zelfgeschreven album uit te brengen in de loop van 2013. Dit zou hem terug op het goede spoor moeten gaan brengen en Stewart weer artistiek relevant maken. Wat ook gebeurt. Time met dertien zelfgeschreven nummer die in optimisme uitblinken stoomt van niets naar de hoogste positie in het Verenigd Koninkrijk, Canada, Australië en Brazilië. Hij strandde op de tweede plaats in de USA maar bleef daar voor 7 weken staan. Eind 2015 komt zijn album Another Country uit, dat hij eveneens zelf heeft geschreven.
In 2013 en 2014 ging Stewart opnieuw op wereldtournee en in 2014 nam hij voor het eerst deel aan het internationaal songfestival van Viña del Mar in Chili, het meest prestigieuze songfestival van Latijns-Amerika.
Medio 2016 ging een grote stadiontour van start in het Verenigd Koninkrijk (UK) die in een mum van tijd was uitverkocht.

### Privéleven
Rod Stewart trouwde driemaal en had verscheidene andere relaties. Vijf verschillende vrouwen kregen in totaal acht kinderen van hem.
Stewart is een fan van modeltreinen. In zijn huis in Los Angeles heeft hij een model van New York Central en van de spoorwegen in Pennsylvania tijdens de jaren 1940. In zijn huis in het Verenigd Koninkrijk heeft hij een kleiner model gebaseerd op de Britse East Coast Main Line.
In mei 2000 werd bij Stewart schildklierkanker vastgesteld, waarvoor hij in dezelfde maand een operatie onderging. Eerder was gemeld dat hij leed aan een goedaardige stembandknobbel. Behalve dat het een grote bedreiging voor zijn gezondheid was, bedreigde de resulterende operatie ook zijn stem en moest hij opnieuw leren zingen. Sindsdien is hij actief geweest in het inzamelen van fondsen voor de liefdadigheidsinstelling van de City of Hope Foundation om genezing te vinden voor alle vormen van kanker, vooral  die kinderen treffen. In september 2019 onthulde Stewart dat hij in 2017 de diagnose prostaatkanker had gekregen en dat hij na de behandeling was genezen.

## Invloed op anderen
Rod Stewart solo en vooral ook Rod Stewart samen met Faces wordt door vele artiesten als hun grote voorbeeld genoemd, zoals door Alanis Morissette, The Black Crowes, Stereophonics, Pearl Jam (die zelfs enkele riffs van Faces geleend hebben) tot zelfs Rage Against the Machine.
Paul Cook en Steve Jones (gitarist) van de Sex Pistols hebben jaren na hun punkglorie toegegeven dat het nummer Pool Hall Richard (1973) van de hand van Rod Stewart en Ron Wood voor hen de eerste echte Britse punksong was, de tekst Bang go the Queen, she's so obscene, her hands are dirty but her image clean, Pool Hall Richard, kid you're wicked, whe now! zegt genoeg.
Rod Stewart zelf is een groot bewonderaar van zanger en acteur Elvis Presley. Hij zei eens: "Elvis was en is nog steeds The King en zal dat altijd blijven, dat staat buiten kijf. Mensen als ikzelf, Mick Jagger en al die anderen volgden hem alleen in zijn voetsporen." Tot zijn grote voorbeelden behoren tevens Sam Cooke, Otis Redding en Aretha Franklin van wie hij Natural Woman bewerkte tot Natural Man voor zijn in 1974 verschenen album Smiler.

## Discografie

### Albums
| Album met eventuele hitnotering(en) in de Nederlandse Album Top 100 | Datum van verschijnen | Datum van binnenkomst | Hoogste positie | Aantal weken | Opmerkingen   |
| ------------------------------------------------------------------- | --------------------- | --------------------- | --------------- | ------------ | ------------- |
| Every Picture Tells a Story                                         | 1971                  | 07-08-1971            | 2               | 31           |               |
| Never a Dull Moment                                                 | 1972                  | 19-08-1972            | 3               | 11           |               |
| Atlantic Crossing                                                   | 1975                  | 30-08-1975            | 2               | 27           |               |
| A Night on the Town                                                 | 1976                  | 03-07-1976            | 10              | 11           |               |
| Foot Loose and Fancy Free                                           | 1977                  | 12-11-1977            | 3               | 25           |               |
| Blondes Have More Fun                                               | 1978                  | 09-12-1978            | 2               | 17           |               |
| Rod Stewart Greatest Hits Vol. 1                                    | 1979                  | 01-12-1979            | 28              | 9            | Verzamelalbum |
| Foolish Behaviour                                                   | 1980                  | 29-11-1980            | 5               | 16           |               |
| Tonight I'm Yours                                                   | 1981                  | 14-11-1981            | 8               | 23           |               |
| Absolutely Live                                                     | 1982                  | 13-11-1982            | 18              | 10           | Livealbum     |
| Body Wishes                                                         | 1983                  | 18-06-1983            | 5               | 18           |               |
| Camouflage                                                          | 1984                  | 23-06-1984            | 11              | 11           |               |
| Every Beat of My Heart                                              | 1986                  | 12-07-1986            | 6               | 19           |               |
| Out of Order                                                        | 1988                  | 04-06-1988            | 21              | 8            |               |
| The Best of Rod Stewart                                             | 1989                  | 25-11-1989            | 5               | 24           | Verzamelalbum |
| Vagabond Heart                                                      | 1991                  | 06-04-1991            | 17              | 12           |               |
| Rod Stewart, Lead Vocalist                                          | 1993                  | 06-03-1993            | 12              | 12           |               |
| Unplugged... and Seated                                             | 1993                  | 05-06-1993            | 17              | 18           | Livealbum     |
| A Spanner in the Works                                              | 1995                  | 17-06-1995            | 25              | 10           |               |
| If We Fall in Love Tonight                                          | 1996                  | 23-11-1996            | 11              | 16           |               |
| When We Were the New Boys                                           | 1998                  | 13-06-1998            | 62              | 5            |               |
| The Story So Far (The Best of Rod Stewart)                          | 2001                  | 15-12-2001            | 56              | 3            | Verzamelalbum |
| It Had to Be You – Great American Songbook                          | 2002                  | 14-12-2002            | 11              | 25           |               |
| As Time Goes By – Great American songbook Vol. II                   | 2003                  | 15-11-2003            | 35              | 16           |               |
| Stardust – Great American Songbook Vol. III                         | 2004                  | 23-10-2004            | 13              | 27           |               |
| Thanks for the Memory – Great American Songbook Vol. IV             | 2005                  | 29-10-2005            | 33              | 10           |               |
| Still the Same – Great Rock & Roll Classics of Our Time             | 2006                  | 28-10-2006            | 51              | 4            |               |
| Soulbook                                                            | 23-10-2009            | 31-10-2009            | 95              | 1            |               |
| Fly Me to the Moon... The Great American Songbook Volume V          | 15-10-2010            | 23-10-2010            | 78              | 1            |               |
| Merry Christmas, baby                                               | 2012                  | 17-11-2012            | 6               | 7            |               |
| Time                                                                | 2013                  | 11-05-2013            | 34              | 8            |               |
| Another Country                                                     | 2015                  | 31-10-2015            | 15              | 3            |               |
| Blood Red Roses                                                     | 2018                  | 06-10-2018            | 51              | 1            |               |

| Album met hitnotering(en) in de Vlaamse Ultratop 200 albums | Datum van verschijnen | Datum van binnenkomst | Hoogste positie | Aantal weken | Opmerkingen                          |
| ----------------------------------------------------------- | --------------------- | --------------------- | --------------- | ------------ | ------------------------------------ |
| A Spanner in the Works                                      | 1995                  | 17-06-1995            | 22              | 4            |                                      |
| If We Fall in Love Tonight                                  | 1996                  | 07-12-1996            | 26              | 8            |                                      |
| The Story So Far (The Best of Rod Stewart)                  | 2001                  | 05-01-2002            | 44              | 2            | Verzamelalbum                        |
| It Had to Be You – Great American Songbook                  | 2002                  | 07-12-2002            | 35              | 8            |                                      |
| As Time Goes By – Great American Songbook Vol. II           | 2003                  | 22-11-2003            | 26              | 12           |                                      |
| Stardust – Great American Songbook Vol. III                 | 2004                  | 30-10-2004            | 32              | 21           |                                      |
| Thanks for the Memory – Great American Songbook Vol... IV   | 2005                  | 05-11-2005            | 30              | 12           |                                      |
| Still the Same – Great Rock & Roll Classics of Our Time     | 2006                  | 28-10-2006            | 22              | 18           |                                      |
| Soulbook                                                    | 2009                  | 07-11-2009            | 11              | 13           |                                      |
| Fly Me to the Moon... The Great American Songbook Volume V  | 2010                  | 23-10-2010            | 10              | 12           |                                      |
| Merry Christmas, Baby                                       | 2012                  | 24-11-2012            | 30              | 9            |                                      |
| Time                                                        | 2013                  | 11-05-2013            | 45              | 17           |                                      |
| Live 1976-1998 - Tonight's the Night                        | 2014                  | 29-03-2014            | 87              | 2            |                                      |
| Another Country                                             | 2015                  | 31-10-2015            | 11              | 14           |                                      |
| Blood Red Roses                                             | 2018                  | 06-10-2018            | 23              | 9            |                                      |
| You're in My Heart                                          | 2019                  | 30-11-2019            | 54              | 5            | met The Royal Philharmonic Orchestra |

### Singles
| Single met eventuele hitnotering(en) in de Nederlandse Top 40 | Datum van verschijnen | Datum van binnenkomst | Hoogste positie | Aantal weken | Opmerkingen                                                         |
| ------------------------------------------------------------- | --------------------- | --------------------- | --------------- | ------------ | ------------------------------------------------------------------- |
| Maggie May / Reason to Believe                                | 1971                  | 09-10-1971            | 3               | 16           | Nr. 3 in de Single Top 100                                          |
| Little Miss Understood                                        | 1971                  | 11-12-1971            | tip17           | -            |                                                                     |
| (I Know) I'm Losing You                                       | 1971                  | 08-01-1972            | 12              | 6            | met The Faces / Nr. 14 in de Single Top 100                         |
| In a Broken Dream                                             | 1972                  | 05-02-1972            | tip12           | -            | als gastzanger bij Python Lee Jackson                               |
| You Wear It Well                                              | 1972                  | 26-08-1972            | tip16           | -            |                                                                     |
| Oh No, Not My Baby                                            | 1973                  | 06-10-1973            | tip13           | -            |                                                                     |
| Sailing                                                       | 1975                  | 23-08-1975            | 1(4wk)          | 11           | Nr. 1 in de Single Top 100                                          |
| This Old Heart of Mine                                        | 1975                  | 15-11-1975            | tip19           | -            |                                                                     |
| Tonight's the Night                                           | 1976                  | 19-06-1976            | 7               | 7            | Nr. 5 in de Single Top 100                                          |
| The Killing of Georgie (Part I & II)                          | 1976                  | 13-11-1976            | 24              | 6            | Nr. 25 in de Single Top 100                                         |
| I Don't Want to Talk About It                                 | 1977                  | 18-06-1977            | 3               | 10           | Nr. 3 in de Single Top 100                                          |
| You're in My Heart                                            | 1977                  | 22-10-1977            | 7               | 13           | Nr. 8 in de Single Top 100                                          |
| Hot Legs                                                      | 1978                  | 18-02-1978            | 14              | 7            | Nr. 18 in de Single Top 100                                         |
| Da Ya Think I'm Sexy?                                         | 1978                  | 02-12-1978            | 4               | 11           | Nr. 6 in de Single Top 100 / Alarmschijf                            |
| Ain't Love a Bitch                                            | 1979                  | 10-03-1979            | 27              | 4            | Nr. 29 in de Single Top 100                                         |
| Passion                                                       | 1980                  | 22-11-1980            | 4               | 9            | Nr. 5 in de Single Top 100                                          |
| My Girl                                                       | 1981                  | 28-02-1981            | 30              | 3            | Nr. 41 in de Single Top 100                                         |
| Tonight I'm Yours                                             | 1981                  | 31-10-1981            | 13              | 8            | Nr. 16 in de Single Top 100                                         |
| Young Turks                                                   | 1982                  | 16-01-1982            | 9               | 7            | Nr. 14 in de Single Top 100                                         |
| Just Like a Woman                                             | 1982                  | 27-03-1982            | tip14           | -            |                                                                     |
| Baby Jane                                                     | 1983                  | 04-06-1983            | 6               | 9            | Nr. 9 in de Single Top 100                                          |
| What Am I Gonna Do (I'm So in Love with You)                  | 1983                  | 24-09-1983            | 26              | 5            | Nr. 31 in de Single Top 100                                         |
| Infatuation                                                   | 1984                  | 16-06-1984            | 26              | 4            | Nr. 36 in de Single Top 100                                         |
| Some Guys Have All the Luck                                   | 1984                  | 28-07-1984            | tip15           | -            |                                                                     |
| Love Touch                                                    | 1986                  | 07-06-1986            | tip5            | -            |                                                                     |
| Every Beat of My Heart                                        | 1986                  | 16-08-1986            | 8               | 9            | Nr. 11 in de Single Top 100                                         |
| Lost in You                                                   | 1988                  | 04-06-1988            | tip2            | -            | Nr. 34 in de Single Top 100                                         |
| Crazy About Her                                               | 1989                  | 09-09-1989            | 7               | 8            | Nr. 10 in de Single Top 100 / Alarmschijf                           |
| This Old Heart of Mine                                        | 1989                  | 09-12-1989            | tip12           | -            | met Ronald Isley / Nr. 49 in de Single Top 100                      |
| Downtown Train                                                | 1990                  | 27-01-1990            | tip2            | -            | Nr. 42 in de Single Top 100                                         |
| It Takes Two                                                  | 1990                  | 24-11-1990            | 3               | 8            | met Tina Turner / Nr. 3 in de Single Top 100                        |
| Rhythm of My Heart                                            | 1991                  | 06-04-1991            | 18              | 7            | Nr. 21 in de Single Top 100                                         |
| Your Song                                                     | 1992                  | 18-04-1992            | tip17           | -            | Nr. 60 in de Single Top 100                                         |
| Tom Traubert's Blues (Waltzing Matilda)                       | 1992                  | 19-12-1992            | 3               | 11           | Nr. 4 in de Single Top 100                                          |
| Ruby Tuesday                                                  | 1993                  | 06-03-1993            | 26              | 4            | Nr. 21 in de Single Top 100                                         |
| All for Love                                                  | 1994                  | 15-01-1994            | 3               | 13           | met Bryan Adams en Sting / Nr. 3 in de Single Top 100 / Alarmschijf |
| You're the Star                                               | 1995                  | 13-05-1995            | tip17           | -            |                                                                     |
| Da Ya Think I'm Sexy?                                         | 1997                  | 01-11-1997            | 13              | 7            | met N-Trance / Nr. 23 in de Single Top 100                          |
| Ooh La La                                                     | 1998                  | -                     |                 |              | Nr. 92 in de Single Top 100                                         |
| Faith of the Heart                                            | 1999                  | -                     |                 |              | Nr. 99 in de Single Top 100                                         |
| I Can't Deny It                                               | 2001                  | 03-03-2001            | tip19           | -            | Nr. 90 in de Single Top 100                                         |
| What a Wonderful World                                        | 2004                  | -                     |                 |              | met Stevie Wonder / Nr. 85 in de Single Top 100                     |

| Single met hitnotering(en) in de Vlaamse Ultratop 50 | Datum van verschijnen | Datum van binnenkomst | Hoogste positie | Aantal weken | Opmerkingen                           |
| ---------------------------------------------------- | --------------------- | --------------------- | --------------- | ------------ | ------------------------------------- |
| Da Ya Think I'm Sexy?                                | 1997                  | 01-11-1997            | 15              | 16           | met N-Trance                          |
| Don't Come Around Here                               | 2002                  | 09-02-2002            | 49              | 1            | met Helicopter Girl                   |
| She Makes Me Happy                                   | 2013                  | 25-05-2013            | tip55           | -            |                                       |
| Live the Life                                        | 2013                  | 29-06-2013            | tip58           | -            |                                       |
| Everyday                                             | 2015                  | 13-06-2015            | tip14           | -            | met A$AP Rocky, Miguel en Mark Ronson |
| Love Is                                              | 2015                  | 18-07-2015            | tip48           | -            |                                       |
| Please                                               | 2015                  | 14-11-2015            | tip31           | -            |                                       |
| Walking in the Sunshine                              | 2016                  | 04-06-2016            | tip             | -            |                                       |
| Da Ya Think I'm Sexy                                 | 2017                  | 23-09-2017            | tip34           | -            | met DNCE                              |
| Didn't I                                             | 2018                  | 04-08-2018            | tip42           | -            | met Bridget Cady                      |

### NPO Radio 2 Top 2000
| Nummers met noteringen in de NPO Radio 2 Top 2000 | '99  | '00  | '01  | '02  | '03  | '04  | '05  | '06  | '07  | '08  | '09  | '10  | '11  | '12  | '13  | '14  | '15  | '16  | '17  | '18  | '19  | '20  | '21  | '22  | '23  | '24  |
| ------------------------------------------------- | ---- | ---- | ---- | ---- | ---- | ---- | ---- | ---- | ---- | ---- | ---- | ---- | ---- | ---- | ---- | ---- | ---- | ---- | ---- | ---- | ---- | ---- | ---- | ---- | ---- | ---- |
| All for Love (met Bryan Adams & Sting)            | -    | -    | -    | -    | -    | -    | -    | -    | -    | -    | -    | -    | -    | 1999 | 1987 | -    | -    | -    | -    | -    | -    | -    | -    | -    | -    | -    |
| Baby Jane                                         | -    | 1543 | -    | -    | -    | -    | -    | -    | -    | -    | -    | -    | -    | -    | -    | -    | -    | -    | -    | -    | -    | -    | -    | -    | -    | -    |
| Da Ya Think I'm Sexy?                             | -    | 1164 | 1647 | 1523 | -    | 1789 | -    | -    | -    | -    | -    | -    | -    | -    | -    | -    | -    | -    | -    | -    | -    | -    | -    | -    | -    | -    |
| Hot Legs                                          | -    | -    | -    | -    | 1874 | -    | -    | -    | -    | -    | -    | -    | -    | -    | -    | -    | -    | -    | -    | -    | -    | -    | -    | -    | -    | -    |
| I Don't Want to Talk About It                     | 1166 | -    | 1427 | 1712 | 1715 | 1561 | 1655 | 1557 | 1973 | 1668 | 1575 | 1528 | 1753 | 1809 | 1773 | 1642 | 1634 | 1935 | 1864 | -    | -    | 1884 | 1688 | 1970 | 1988 | -    |
| It Takes Two (met Tina Turner)                    | -    | -    | -    | -    | -    | -    | -    | -    | -    | -    | 1899 | -    | -    | -    | -    | -    | -    | -    | -    | -    | -    | -    | -    | -    | -    | -    |
| Maggie May                                        | 665  | 850  | 696  | 722  | 747  | 863  | 855  | 863  | 1058 | 850  | 777  | 792  | 952  | 1028 | 1101 | 1133 | 1164 | 1240 | 1235 | 1417 | 1445 | 1415 | 1318 | 1477 | 1566 | 1619 |
| Reason to Believe                                 | 1178 | 1186 | 1211 | 905  | 1089 | 1430 | 1253 | 1343 | 1378 | 1291 | 1381 | 1445 | 1706 | 1897 | 1938 | 1971 | 1994 | -    | -    | -    | -    | -    | -    | -    | -    | -    |
| Sailing                                           | 316  | 305  | 302  | 297  | 346  | 393  | 311  | 300  | 323  | 316  | 397  | 335  | 448  | 556  | 623  | 650  | 580  | 656  | 688  | 788  | 822  | 752  | 797  | 918  | 851  | 1091 |
| The Killing of Georgie                            | -    | -    | -    | -    | -    | -    | -    | 1919 | -    | -    | -    | -    | -    | -    | -    | -    | -    | -    | -    | -    | -    | -    | -    | -    | -    | -    |
| Tom Traubert's Blues (Waltzing Matilda)           | -    | -    | -    | -    | -    | -    | -    | 944  | 1173 | 1749 | 1240 | 1122 | 1429 | -    | -    | -    | -    | -    | -    | -    | -    | -    | -    | -    | -    | -    |
| You Wear It Well                                  | 1968 | -    | -    | -    | -    | -    | -    | -    | -    | -    | -    | -    | -    | -    | -    | -    | -    | -    | -    | -    | -    | -    | -    | -    | -    | -    |
| You're in My Heart                                | 1310 | -    | 1381 | 1350 | 1446 | 1659 | 1519 | 1423 | 1604 | 1523 | 1617 | 1629 | 1839 | 1701 | 1588 | 1788 | 1761 | 1849 | -    | -    | -    | -    | -    | -    | -    | -    |

1. ↑  Een '-' betekent dat het nummer niet was genoteerd en een vetgedrukt getal geeft de hoogste notering van een nummer aan.

### Dvd's
| Dvd's met hitnoteringen in de Nederlandse Music Top 30 | Datum van verschijnen | Datum van binnenkomst | Hoogste positie | Aantal weken | Opmerkingen |
| ------------------------------------------------------ | --------------------- | --------------------- | --------------- | ------------ | ----------- |
| One Night only! – Live at Royal Albert Hall            | 2004                  | 25-12-2004            | 15              | 6            |             |